# Indifference (The Walking Dead)
«Indiferencia» —título original en inglés: «Indifference»— es el cuarto episodio de la cuarta temporada de la serie de televisión The Walking Dead. Fue dirigido por Tricia Brock y el guion estuvo a cargo de Matt Negrete. La cadena AMC lo emitió en los Estados Unidos el 3 de noviembre de 2013; FOX hizo lo propio en Hispanoamérica y España el día 4 y 5 del mismo mes, respectivamente.
El episodio no se centra en la ubicación central de la prisión, sino que se lleva a cabo al aire libre en dos carreras de suministro con dos grupos separados. No se establecen escenas en la prisión, con la excepción de la breve introducción previa al título. Solo se ven seis personajes principales en todo el episodio: Rick, Carol, Daryl, Michonne, Bob y Tyreese. El episodio se centra principalmente en la relación entre Rick Grimes y Carol Peletier, después de la revelación de que ella ha matado a dos reclusos por misericordia, lo que hace que Rick tome una decisión difícil. Carol y Rick están en una carrera de suministro, mientras que Daryl y los demás están tratando de recolectar suministros médicos y encontrar un camino de regreso a la prisión.
El título del episodio se refiere a cómo la indiferencia de Carol hacia los sobrevivientes muere y la situación general en la que se encuentran, como se ve cuando se come a Ana y luego comentó cómo "fue un buen reloj" cuando Sam no apareció para acompañarlos a la prisión, perdiendo así el reloj de Rick que tenía. El episodio se ve como una etapa de transición para el desarrollo de Carol, que se ha vuelto fría y toma decisiones difíciles para sobrevivir, lo que finalmente hace que Rick se sienta inseguro y, por lo tanto, la exilia. También distingue las diferencias entre Rick y Carol: Rick deja el liderazgo para dedicarse a la agricultura y vivir una vida pacífica, mientras que Carol interviene para tomar las decisiones que otros temen tomar.

## Trama
Después de despedirse de Lizzie (Brighton Sharbino), Carol Peletier (Melissa McBride) se une a Rick Grimes (Andrew Lincoln) en una carrera de suministro, ya que el grupo de Daryl Dixon (Norman Reedus) aún no ha regresado. En el camino, Carol defiende sus acciones al matar a Karen (Melissa Ponzio) y David. Al llegar a un barrio residencial, los dos descubren una pareja sobreviviente, Sam (Robin Lord Taylor) y Ana (Brina Palencia), que se han estado moviendo constantemente para sobrevivir. Ana cojea por una lesión en la pierna que no está bien curada, y Sam tiene algunas heridas leves y un hombro dislocado. Después de que Carol trata las heridas de Sam, Rick les hace las tres preguntas necesarias para ingresar a la prisión. Al darse cuenta de que son buenas personas, los acepta en su grupo, pero les advierte sobre la gripe en la prisión. Luego les dice que permanezcan quietos hasta que él y Carol regresen, pero Carol los insta a buscar suministros en contra de sus deseos. Rick cede después de que los dos insisten en que quieren ayudar y les dice que se reúnan en la casa en dos horas.
Mientras tanto, Daryl, Michonne (Danai Gurira), Bob Stookey (Lawrence Gilliard Jr.) y Tyreese (Chad L. Coleman) encuentra un auto nuevo en una tienda de automóviles, pero la batería está descargada. El grupo se encuentra con algunos caminantes, pero un Tyreese amargado intencionalmente deja que un caminante lo alcance y lo inmovilice en el suelo, antes de ser salvado por Daryl y Bob. Michonne lo regaña por sus acciones, diciendo que su enojo podría matarlo. Tyreese responde planteando sus continuos intentos de encontrar y matar al Gobernador. Mientras Daryl está conectando una nueva batería, Bob le confiesa que él es el motivo de su alcoholismo. También confiesa que solo se unió al equipo de exploración de la tienda minorista para encontrar un poco de licor y que sus acciones llevaron al ataque del caminante que mató a Zach. Daryl le dice a Bob que no sea tan duro consigo mismo, termina las reparaciones del automóvil y el grupo continúa hacia la universidad.
El grupo de Daryl finalmente llega a la facultad de veterinaria y encuentra la medicina que necesita. En el proceso, sin embargo, alertan a numerosos caminantes y se ven obligados a huir del edificio a través de una repisa. Bob tropieza y algunos paseantes agarran su bolsa. Se niega a soltarse y el grupo logra sacarlo a él y su bolsa, solo para descubrir que la bolsa solo contiene una botella de licor. Daryl lo recoge y le dice a Bob que lo golpeará sin sentido si lo atrapa tomando un trago antes de que su gente reciba el medicamento. En el camino de regreso a la prisión, Michonne le dice a Daryl que dejará de buscar al Gobernador.
Mientras buscaban en el vecindario, Rick y Carol continúan discutiendo sus acciones, con Carol todavía actuando indiferente. Más tarde, ven el cadáver de Ana siendo comido por algunos caminantes e ignoran el acontecimiento. Regresan a la casa, pero Sam no ha regresado. Mientras se preparan para irse, Rick le dice a Carol que no puede regresar a la prisión porque Tyreese la mataría cuando se entere. Cuando Carol se opone, Rick también le dice que no la quiere rodeada de su familia. Rick le asegura a Carol que ahora es más que capaz de sobrevivir sola. Él le da suministros, y los dos se van por caminos separados.

## Producción
Steven Yeun, Lauren Cohan, Chandler Riggs, Scott Wilson, Emily Kinney y Sonequa Martin-Green no aparecen en este episodio, pero igual se les acredita.
Melissa Ponzio quien interpretó a Karen vuelve a aparecer pero solo en los flashbacks.
El episodio fue escrito por el coproductor Matthew Negrete, su primer crédito de escritura para la serie después de unirse al equipo de escritores esta temporada. Fue dirigida por Tricia Brock, quien previamente dirigió el episodio de la temporada 3 "Clear".[cita requerida] El título del episodio se refiere a varios personajes. Carol, a lo largo del episodio, muestra una convicción inquebrantable de que hizo lo que tenía que hacer al asesinar a Karen y David y, en varios puntos, una falta de preocupación por Sam y Ana, mientras Rick lucha con el hecho de que Carol no parece hacerlo. Mostrar mucho remordimiento. Carol también le cede a Rick un regalo que le dio su difunto esposo. Se insta a varios otros personajes a dejar ir y seguir adelante, a lo largo del episodio, también: Tyreese, Michonne, Bob y Daryl.[cita requerida]

## Recepción

### Respuesta crítica
Zack Handlen, de  The A.V. Club , le dio al episodio B + en una escala clasificada de A (más alta) a F (más baja), y alaba la historia de Rick y Carol, llamándola "lo más destacado de la hora" y que el episodio "hace un buen trabajo" trabajo de desarrollo y justificación de ambos caracteres ". Roth Cornet de IGN le dio una opinión muy positiva, puntuó 8,8 sobre 10, y elogió especialmente el énfasis de la serie en el desarrollo del personaje esta temporada, afirmando que  The Walking Dead  continúa ofreciendo episodios provocativos con énfasis en cambios emocionales sutiles pero profundos y algunos de los más matizados desarrollo del personaje en esta historia de esta serie."

### Audiencia
Indifference fue visto por 13.31 millones de televidentes en su estreno original por AMC, obteniendo 6.8 en el grupo demográfico 18-49.